# William Rees-Mogg
William Rees-Mogg (Bristol, 1928. július 14. – London, 2012. december 29.) angol közgazdász, politikus.

## Pályafutása
Az oxfordi Charterhouse és Bailliol Kollégium után a Financial Timesnál kezdte karrierjét, majd átigazolt a Sunday Timeshoz. Itt írt egy újságcikket, ami – sokak véleménye szerint – meggyőzte a tory vezető Alec Douglas-Home-ot, hogy vonuljon vissza, és így tegye lehetővé Edward Heath megválasztását 1965 júliusában. Konzervatív jelölt volt a biztos munkáspárti befutónak számító Chester-le-Street-i választáson, 1956. szeptember 27-én. 21 287 szavazattal vesztett a Munkáspárt jelöltjével, Norman Pentlanddel szemben. Rees-Mogg a The Times szerkesztője volt 1967-től 1981–ig, és később is írt kommentárokat a lap részére. 1967 júliusában Rees-Mogg írta híres szerkesztőségi cikkét „Ki nyomja el a pillangót a kerekeken?” címmel, melyben redlandi letartóztatását illetve kannabisz-használatát követően megvédte Mick Jaggert. A BBC Kormányzói Tanácsának tagja volt, valamint elnöke a Művészeti Tanácsnak (Arts Council), mely egy alapvető reform keretében felére csökkentette azoknak a szervezeteknek a számát, melyek rendszeres támogatást kaptak. A Lordok Házának és az Európai Reform Fórumnak (European Reform Forum) tagja.
Rees-Mogg szerzője James Dale Davidsonnal közösen a Független polgár (The Souvereign Individual), A nagy összeomlás (The Great Reckoning), a Vér az utcákon (Blood in the Street), The Reigning Error (Uralkodó tévedés) valamint The Crisis of World Inflation (Pénzromlásos világválság) című könyveknek. Szerkesztője és kiadója Davidsonnal a Strategic Investmentnek, a világ egyik legszélesebb körben terjesztett befektetési tanácsadó újságjának. Alapítója és elnöke az Adófizetők Nemzeti Szövetségének az Egyesült Államokban. Könyveiben a mainstream közgazdaságtan tételeivel ellentétes nézeteket szintetizál a világ gazdasági-politikai változásával kapcsolatosan. Fő tétele szerint a gazdasági–politikai változások alapja az erőszak alkalmazásának költsége. Ennek változásától függően változnak a társadalom egyes csoportjai közötti erőviszonyok, ennek következtében pedig a gazdasági-politikai viszonyok is. Véleménye szerint az információs társadalom jellemzője az, hogy az  egyes polgárok lehetőségeit kitágítja a komputerek használata, míg az állam adóztatási és ellenőrzési lehetőségeit  ugyanez erősen korlátozza. A nemzetállam jelentőségének alapvető csökkenését, a jóléti állam teljes leépülését, jelentős gazdasági válság kialakulását prognosztizálja a közeljövőre vonatkozóan. Könyveit a politikusok, szakszervezeti és egyéb érdekképviseletek vezetői és a közgazdasági munkákat gyakorlati céllal forgatók  számára kötelező olvasmányként kellene előírni. Előre jelezte az 1987-es pénzügyi válságot, Gorbacsov átalakítási politikáját, a berlini fal ledöntését és a Szovjetunió összeomlását is.